# 정부표준영정
정부표준영정(政府標準影幀)은 한국의 역사에 등장하는 인물 중에서 민족적으로 추앙받고 있는 선현들의 영정 난립을 방지하기 위해 대한민국 문화체육관광부 장관이 지정한 영정을 말한다. 모든 정부표준영정은 대한민국 문화체육관광부 훈령으로 지정된 《영정·동상 심의 규정》에 따른 심의 절차에 따라 지정되거나 해제된다.
1973년 4월 28일 박정희 대통령이 윤주영 문화공보부 장관에게 "전국 각지에 있는 충무공 이순신 영정을 통일하고 충무공 이순신 동상 건립을 규제하는 방안을 전문가와 협의하라"고 지시하면서 제정되었다.

## 지정 목록
| 번호 | 이름                      | 화가            | 지정 연도                                     | 제작 기관                        | 소장처                                                    | 참조 |
| ---- | ------------------------- | --------------- | --------------------------------------------- | -------------------------------- | --------------------------------------------------------- | ---- |
| 1    | 이순신                    | 장우성          | 1973년                                        | 이충무공기념사업회               | 충청남도 아산시 현충사                                    |      |
| 2    | 세종대왕                  | 김기창          | 1973년                                        | 세종대왕기념사업회               | 경기도 여주시 세종대왕유적관리소                          |      |
| 3    | 정약용                    | 장우성          | 1974년                                        | 한국은행                         | 서울특별시 중구 한국은행 본점                             |      |
| 4    | 이황                      | 이유태          | 1974년                                        | 한국은행                         | 서울특별시 중구 한국은행 본점                             |      |
| 5    | 강감찬                    | 장우성          | 1974년                                        | 서울특별시                       | 서울특별시 관악구 낙성대                                  |      |
| 6    | 을지문덕                  | 김기창          | 1975년                                        | 한국은행                         | 서울특별시 중구 한국은행 본점                             |      |
| 7    | 이이                      | 김은호          | 1975년                                        | 강원도                           | 강원특별자치도 강릉시 오죽헌                              |      |
| 8    | 우륵                      | 이종상          | 1975년                                        | 대한민국 문화공보부              | 경기도 과천시 국립현대미술관                              |      |
| 9    | 김유신                    | 장우성          | 1975년                                        | 충청북도                         | 충청북도 진천군 길상사                                    |      |
| 10   | 조헌                      | 김기창          | 1975년                                        | 대한민국 문화공보부              | 경기도 과천시 국립현대미술관                              |      |
| 11   | 김정호                    | 김기창          | 1975년                                        | 대한민국 문화공보부              | 경기도 과천시 국립현대미술관                              |      |
| 12   | 태종무열왕                | 김기창          | 1975년                                        | 대한민국 문화공보부 문화재관리국 | 경상북도 경주시 통일전                                    |      |
| 13   | 문무왕                    | 김기창          | 1975년                                        | 대한민국 문화공보부 문화재관리국 | 경상북도 경주시 통일전                                    |      |
| 14   | 광개토대왕                | 이종상          | 1975년                                        | 대한민국 문화공보부              | 경기도 과천시 국립현대미술관                              |      |
| 15   | 유관순                    | 장우성          | 1978년 (2007년 지정 해제) 현재 표준영정: 78번 | 충청남도 천안시                  | 충청남도 천안시 동남구 천안 유관순 열사 유적 추모각       |      |
| 16   | 윤봉길                    | 장우성          | 1978년                                        | 충청남도                         | 충청남도 예산군 충의사                                    |      |
| 17   | 단군                      | 홍석창 (홍숙호) | 1978년                                        | 현정회                           | 서울특별시 종로구 단군성전                                |      |
| 18   | 원효                      | 이종상          | 1978년                                        | 대한민국 문화공보부              | 경기도 과천시 국립현대미술관                              |      |
| 19   | 김정희                    | 이한철          | 1978년                                        | 대한민국 문화공보부              | 서울특별시 용산구 국립중앙박물관                          |      |
| 20   | 윤관                      | 이종상          | 1979년                                        | 문숙공기념사업회                 | 경기도 파주시 윤관 장군 묘역 내 영당                      |      |
| 21   | 장보고                    | 이종상          | 1979년                                        | 대한민국 문화공보부              | 경기도 과천시 국립현대미술관                              |      |
| 22   | 김홍도                    | 이종상          | 1981년                                        | 대한민국 문화공보부              | 경기도 과천시 국립현대미술관                              |      |
| 23   | 정몽주                    | 장우성          | 1981년                                        | 한국은행                         | 서울특별시 중구 한국은행 본점                             |      |
| 24   | 최치원                    | 이규선          | 1983년                                        | 대한민국 문화공보부              | 경기도 과천시 국립현대미술관                              |      |
| 25   | 이차돈                    | 송영방          | 1983년                                        | 대한민국 문화공보부              | 경기도 과천시 국립현대미술관                              |      |
| 26   | 일연                      | 정탁영          | 1985년                                        | 대한민국 문화공보부              | 경기도 과천시 국립현대미술관                              |      |
| 27   | 김대성                    | 김창락          | 1986년                                        | 대한민국 문화공보부              | 경기도 과천시 국립현대미술관                              |      |
| 28   | 황희                      | 미상            | 1986년                                        | 없음                             | 전라북도 진안군 진안 화산서원                             |      |
| 29   | 이성계                    | 미상            | 1986년                                        | 없음                             | 전라북도 전주시 경기전                                    |      |
| 30   | 김대건                    | 문학진          | 1986년                                        | 공인성회                         | 충청남도 당진시 솔뫼성지                                  |      |
| 31   | 유인석                    | 조규환          | 1986년                                        | 없음                             | 충청북도 제천시 제천 자양영당                             |      |
| 32   | 신사임당                  | 김은호          | 1986년                                        | 율곡기념사업회                   | 강원특별자치도 강릉시 오죽헌                              |      |
| 33   | 신채호                    | 정광일          | 1986년                                        | 단재선생추모회                   | 충청북도 청주시 단재사당                                  |      |
| 34   | 최익현                    | 채용신          | 1986년                                        | 없음                             | 충청남도 청양군 모덕사                                    |      |
| 35   | 이제현                    | 진감여          | 1986년                                        | 없음                             | 서울특별시 용산구 국립중앙박물관                          |      |
| 36   | 안향                      | 미상            | 1986년                                        | 없음                             | 경상북도 영주시 소수서원                                  |      |
| 37   | 최무선                    | 신영상          | 1987년                                        | 대한민국 문화공보부              | 경기도 과천시 국립현대미술관                              |      |
| 38   | 류성룡 (유성룡)           | 최광수          | 1988년                                        | 대한민국 문화공보부              | 경기도 과천시 국립현대미술관                              |      |
| 39   | 의천                      | 최광수          | 1988년                                        | 대한민국 문화공보부              | 경기도 과천시 국립현대미술관                              |      |
| 40   | 허준                      | 최광수          | 1989년                                        | 한국전통미술인회                 | 경기도 과천시 국립현대미술관                              |      |
| 41   | 이규보                    | 최광수          | 1989년                                        | 여주 이씨 문순공파 대종회        | 인천광역시 강화군 여주 이씨 문순공파 종진회 사당          |      |
| 42   | 정조                      | 이길범          | 1989년                                        | 경기도 수원시                    | 경기도 수원시 장안구 효행기념관                           |      |
| 43   | 철종                      | 최광수          | 1989년                                        | 대한민국 문화공보부 문화재관리국 | 서울특별시 종로구 창덕궁                                  |      |
| 44   | 영조                      | 최광수          | 1989년                                        | 대한민국 문화공보부 문화재관리국 | 서울특별시 종로구 창덕궁                                  |      |
| 45   | 한호 (한석봉)             | 홍용선          | 1990년                                        | 대한민국 문화부                  | 경기도 과천시 국립현대미술관                              |      |
| 46   | 김육                      | 오낭자          | 1991년                                        | 대한민국 문화부                  | 경기도 과천시 국립현대미술관                              |      |
| 47   | 최영                      | 최대명          | 1991년                                        | 동주 최씨 대종회                 | 강원특별자치도 강릉시 덕봉사                              |      |
| 48   | 의상                      | 손연칠          | 1991년                                        | 대한민국 문화부                  | 경기도 과천시 국립현대미술관                              |      |
| 49   | 수로왕                    | 오낭자          | 1991년                                        | 가락국사적개발연구원             | 경상남도 김해시 숭선전                                    |      |
| 50   | 허황후 (허황옥)           | 오낭자          | 1991년                                        | 가락국사적개발연구원             | 경상남도 김해시 숭선전                                    |      |
| 51   | 설총                      | 권오창          | 1992년                                        | 대한민국 문화부                  | 경기도 과천시 국립현대미술관                              |      |
| 52   | 김천일                    | 김영철          | 1992년                                        | 전라남도 나주시                  | 전라남도 나주시 정열사                                    |      |
| 53   | 김부식                    | 권오창          | 1993년                                        | 대한민국 문화체육부              | 경기도 과천시 국립현대미술관                              |      |
| 54   | 정도전                    | 권오창          | 1994년                                        | 삼봉선생기념사업회               | 경기도 평택시 문헌사                                      |      |
| 55   | 계백                      | 오태학          | 1994년                                        | 충청남도                         | 충청남도 부여군 삼충사                                    |      |
| 56   | 흥수                      | 오태학          | 1994년                                        | 충청남도                         | 충청남도 부여군 삼충사                                    |      |
| 57   | 성충                      | 오태학          | 1994년                                        | 충청남도                         | 충청남도 부여군 삼충사                                    |      |
| 58   | 왕산악                    | 김영철          | 1994년                                        | 대한민국 문화체육부              | 경기도 과천시 국립현대미술관                              |      |
| 59   | 이익                      | 손연칠          | 1996년                                        | 대한민국 문화체육부              | 경기도 과천시 국립현대미술관                              |      |
| 60   | 도미부인                  | 윤여환          | 1996년                                        | 충청남도 보령시                  | 충청남도 보령시 도미부인 사당                             |      |
| 61   | 허난설헌                  | 손연칠          | 1997년                                        | 대한민국 문화체육부              | 경기도 과천시 국립현대미술관                              |      |
| 62   | 구형왕                    | 김종섭          | 1997년                                        | 가락국사적개발연구원             | 경상남도 산청군 덕양전                                    |      |
| 63   | 구형왕비                  | 김종섭          | 1997년                                        | 가락국사적개발연구원             | 경상남도 산청군 덕양전                                    |      |
| 64   | 성삼문                    | 손연칠          | 1998년                                        | 대한민국 문화관광부              | 경기도 과천시 국립현대미술관                              |      |
| 65   | 이지함                    | 권오창          | 1998년                                        | 한산 이씨 토정공파 종회          | 서울특별시 용산구 국립중앙박물관                          |      |
| 66   | 왕건                      | 이길범          | 1999년                                        | 대한민국 문화관광부              | 경기도 과천시 국립현대미술관                              |      |
| 67   | 장영실                    | 박영길          | 2000년                                        | 과학선현장영실선생기념사업회     | 충청남도 아산시 호서대학교                                |      |
| 68   | 양만춘                    | 손연칠          | 2001년                                        | 대한민국 문화관광부              | 경기도 과천시 국립현대미술관                              |      |
| 69   | 서동                      | 최웅            | 2001년                                        | 전라북도 익산시                  | 전라북도 익산시 익산 쌍릉 제각                            |      |
| 70   | 선화공주                  | 최웅            | 2001년                                        | 전라북도 익산시                  | 전라북도 익산시 익산 쌍릉 제각                            |      |
| 71   | 무왕                      | 최웅            | 2001년                                        | 전라북도 익산시                  | 전라북도 익산시 익산 쌍릉 제각                            |      |
| 72   | 무왕비                    | 최웅            | 2001년                                        | 전라북도 익산시                  | 전라북도 익산시 익산 쌍릉 제각                            |      |
| 73   | 강수                      | 권오창          | 2003년                                        | 충청북도 충주시                  | 충청북도 충주시 충주시립미술관                            |      |
| 74   | 김윤후                    | 권오창          | 2003년                                        | 충청북도 충주시                  | 충청북도 충주시 충주시립미술관                            |      |
| 75   | 성왕                      | 권오창          | 2004년                                        | 충청남도 부여군                  | 충청남도 부여군 정림사지 전시관                           |      |
| 76   | 신립                      | 박성태          | 2004년                                        | 충청북도 충주시                  | 충청북도 충주시 충주시립박물관                            |      |
| 77   | 정문부                    | 윤여환          | 2005년                                        | 경기도 의정부시                  | 경기도 의정부시 충덕사                                    |      |
| 78   | 유관순                    | 윤여환          | 2007년                                        | 충청남도 천안시                  | 충청남도 천안시 동남구 천안 유관순 열사 유적 추모각       |      |
| 79   | 맹사성                    | 권오창          | 2008년                                        | 충청남도 아산시                  | 충청남도 아산시 맹씨 행단 유물관                          |      |
| 80   | 논개                      | 윤여환          | 2008년                                        | 경상남도 진주시                  | 경상남도 진주시 국립진주박물관                            |      |
| 81   | 박팽년                    | 윤여환          | 2010년                                        | 대구광역시 달성군                | 대구광역시 달성군 육신사 사육신기념관                     |      |
| 82   | 김만덕                    | 윤여환          | 2010년                                        | 제주특별자치도                   | 제주특별자치도 제주시 김만덕기념관                        |      |
| 83   | 이사부                    | 권오창          | 2011년                                        | 강원도 삼척시                    | 강원특별자치도 삼척시 삼척시립박물관                      |      |
| 84   | 조심태                    | 이길범          | 2011년                                        | 경기도 수원시                    | 경기도 수원시 팔달구 수원화성박물관                       |      |
| 85   | 송상현                    | 권오창          | 2012년                                        | 충청북도 청주시                  | 충청북도 청주시 흥덕구 충렬사                             |      |
| 86   | 대조영                    | 권희연          | 2012년                                        | 강원도 속초시                    | 서울특별시 관악구 서울대학교 박물관                       |      |
| 87   | 류방택                    | 조용진          | 2012년                                        | 충청남도 서산시                  | 충청남도 서산시 서산 류방택 천문기상과학관                |      |
| 88   | 윤선도                    | 이종상          | 2012년                                        | 서울특별시                       | 전라남도 해남군 고산 윤선도 유물전시관                    |      |
| 89   | 김병연                    | 왕형렬          | 2012년                                        | 경기도 양주시                    | 경기도 양주시 회암사지박물관                              |      |
| 90   | 정효상                    | 권오창          | 2012년                                        | 경기도 파주시                    | 경기도 파주시 부조묘 영정각                               |      |
| 91   | 정부인 안동 장씨 (장계향) | 박대성          | 2013년                                        | 경상북도                         | 경상북도 영양군 정부인 안동 장씨 유물전시관               |      |
| 92   | 신개                      | 박서림          | 2013년                                        | 충청북도 음성군                  | 충청북도 음성군 양졸재 평산 신씨 문희공파 종중            |      |
| 93   | 정희계                    | 권오창          | 2014년                                        | 경기도 안성시                    | 경기도 안성시 양경공 사당 재실                            |      |
| 94   | 허균                      | 권오창          | 2014년                                        | 강원도 강릉시                    | 강원특별자치도 강릉시 허난설헌 생가 터 사랑채             |      |
| 95   | 서희                      | 권오창          | 2015년                                        | 경기도 이천시                    | 경기도 이천시 서희역사관                                  |      |
| 96   | 정견모주                  | 손연칠          | 2016년                                        | 경상북도 고령군                  | 경상북도 고령군 대가야박물관                              |      |
| 97   | 이진아시왕                | 손연칠          | 2016년                                        | 경상북도 고령군                  | 경상북도 고령군 대가야박물관                              |      |
| 98   | 선덕여왕                  | 손연칠          | 2018년                                        | 대구광역시                       | 대한불교조계종 부인사                                     |      |
| 99   | 무령왕                    | 김영화          | 2018년                                        | 충청남도 공주시                  | 충청남도 공주시 웅진백제왕 숭덕전                         |      |
| 100  | 단종                      | 권오창          | 2021년                                        | 강원도 영월군                    | 강원특별자치도 영월군 단종역사관                          |      |
| 101  | 궁예                      | 권오창          | 2024년                                        | 강원특별자치도 철원군            | 강원특별자치도 철원군 궁예 태봉국 테마파크 내 궁예왕 사당 |      |

### 내용주
1. ↑  《영정·동상 심의 규정》 (2012년 9월 1일 개정, 대한민국 문화체육관광부 훈령 제178호)
2. ↑  원래는 조중현 화백이 제작한 유관순의 초상화가 1978년에 표준영정 제15호로 지정되어 있었으나 행정 착오로 인해 1986년에 장우성 화백이 제작한 유관순의 초상화로 교체되었다.
3. ↑  1987년 4월 28일에 전라북도의 유형문화재 제129호로 지정된 《황방촌 영정》과 동일하다.
4. ↑  2012년 6월 29일에 대한민국의 국보 제317호로 지정된 《조선 태조 어진》과 동일하다.
5. ↑  2014년 9월 1일에 충청남도의 유형문화재 제231호로 지정된 《청양 모덕사 최익현 초상》과 동일하다.
6. ↑  1962년 12월 20일에 대한민국의 국보 제110호로 지정된 《이제현 초상》과 동일하다.
7. ↑  1962년 12월 20일에 대한민국의 국보 제111호로 지정된 《안향 초상》과 동일하다.
8. ↑  2006년 12월 29일에 대한민국의 보물 제1492호로 지정된 《철종 어진》을 바탕으로 하여 제작되었다. 표준영정으로 지정된 철종의 어진은 1954년에 일어난 부산 용두산공원 대화재로 인하여 왼쪽 부분의 1/3 정도가 불에 타서 소실된 상태로 남아 있는 원본을 최광수 화백이 복원한 것이다.
9. ↑  2006년 12월 29일에 대한민국의 보물 제1491호로 지정된 《연잉군 초상》을 바탕으로 하여 제작되었다. 표준영정으로 지정된 연잉군의 초상화는 1954년에 일어난 부산 용두산공원 대화재로 인하여 오른쪽 가장자리 부분의 1/3 정도가 불에 타서 소실된 상태로 남아 있는 원본을 최광수 화백이 복원한 것이다.
10. 1 2  서동과 백제 무왕은 동일 인물이지만 정부표준영정에서는 《서동요》의 남자 주인공인 서동, 백제의 제30대 국왕인 무왕의 표준영정이 별도로 지정되어 있다.
11. 1 2  선화공주와 무왕비는 동일 인물이지만 정부표준영정에서는 《서동요》의 여자 주인공인 선화공주, 백제 무왕의 왕비인 무왕비의 표준영정이 별도로 지정되어 있다.

### 참고주
1. ↑  朴 大統領(박 대통령) "忠武公(충무공) 영정 統一(통일)하도록 銅像(동상) 건립 規制策(규제책) 검토를" (1973년 4월 30일 동아일보)